# インディペンデント・ワールド・ジュニアヘビー級王座
インディペンデントワールド世界ジュニアヘビー級王座（インディペンデントワールドせかいジュニアヘビーきゅうおうざ）は、FMWが管理、認定していた王座。

## 歴史
WFDA世界マーシャルアーツジュニアヘビー級王座を事実上引き継いだ王座。
1993年10月28日、FMW後楽園ホール大会で行われた初代王座決定リーグに優勝したザ・グレート・サスケが初代王者になった。
1997年12月18日、王者のTAKAみちのくが返上。その後、王座決定戦が行われないまま事実上封印状態となる。
1999年、インディペンデントワールド世界ジュニアヘビー級王座を事実上引き継いだFMW認定ジュニアヘビー級王座を創設。5月5日、FMW横浜文化体育館大会で行われた初代王座決定戦に勝利した田中稔が初代王者になった。5月31日、FMWが体制を変更により、FMWが管理している王座を全て封印して王座認定組織「WEW」を発足してWEW王座を創設。5月14日、WEWではジュニアヘビー級王座は創設されなかったため、インディペンデントワールド世界ジュニアヘビー級王座が復活。ただし、歴代王者とは切り離す形で改めて初代王者としてカウントされる。最後のFMW認定ジュニアヘビー級王者である佐野なおきを初代王者に認定。
2002年2月17日、FMWの崩壊により封印。チャンピオンベルトは元王者のTAKAが所持することになった。
2007年6月21日、飯伏幸太がTAKAに王座の復活を直訴したが否定された。7月12日、飯伏の熱意に折れたTAKAが王座を復活させることを発表。8月26日、プロレスサミットディファ有明大会で行われた第7代王座決定戦に勝利した飯伏が第7代王者になった。
2009年9月23日、VKF KING of WRESTLE NANIWA王者のGENTAROがインディペンデントワールド世界ジュニアヘビー級王座を獲得して二冠王者になった。以降は2つの王座の防衛戦が同時に行われている。
2010年4月2日、マリーンズマスク（2代目）がインディペンデントワールド世界ジュニアヘビー級王座のみに挑戦して勝利したことで単独王座になった。

## 歴代王者

### インディペンデントワールド世界ジュニアヘビー級王座（第1期）
| 歴代  | 選手                 | 戴冠回数 | 防衛回数 | 獲得日付       | 獲得場所 （対戦相手・その他）                  |
| ----- | -------------------- | -------- | -------- | -------------- | ---------------------------------------------- |
| 初代  | ザ・グレート・サスケ | 1        | 5        | 1993年10月28日 | 後楽園ホール 超電戦士バトレンジャー 1994年返上 |
| 第2代 | リッキー・フジ       | 1        | 1        | 1994年12月20日 | 愛知県体育館 ザ・グレート・サスケ              |
| 第3代 | 保坂秀樹             | 1        | 1        | 1995年2月6日   | 岡崎市体育館                                   |
| 第4代 | 中川浩二             | 1        | 0        | 1995年3月30日  | 横浜文化体育館 1995年返上                      |
| 第5代 | 中川浩二             | 2        | 1        | 1995年11月20日 | 博多スターレーン リッキー・フジ                |
| 第6代 | TAKAみちのく         | 1        | 10       | 1996年5月5日   | 川崎球場                                       |
| 第7代 | エル・サタニコ       | 1        | 0        | 1997年6月29日  | メキシコ                                       |
| 第8代 | TAKAみちのく         | 2        | 1        | 1997年8月25日  | プエブラ州プエブラ 1997年12月18日返上          |

### FMW認定ジュニアヘビー級王座
| 歴代  | 選手       | 戴冠回数 | 防衛回数 | 獲得日付      | 獲得場所 （対戦相手・その他）              |
| ----- | ---------- | -------- | -------- | ------------- | ------------------------------------------ |
| 初代  | 田中稔     | 1        | 0        | 1999年5月5日  | 横浜アリーナ リッキー・フジ                |
| 第2代 | 佐野なおき | 1        | 2        | 1999年5月14日 | 札幌中島スポーツセンター 1999年5月31日封印 |

### インディペンデントワールド世界ジュニアヘビー級王座（第2期）
| 歴代   | 選手                      | 戴冠回数 | 防衛回数 | 獲得日付       | 獲得場所 （対戦相手・その他）                |
| ------ | ------------------------- | -------- | -------- | -------------- | -------------------------------------------- |
| 初代   | 佐野なおき                | 1        | 3        | 1999年5月14日  | 札幌中島スポーツセンター                     |
| 第2代  | 田中稔                    | 1        | 2        | 2000年1月30日  | 後楽園ホール                                 |
| 第3代  | 臼田勝美                  | 1        | 0        | 2000年5月11日  | 後楽園ホール                                 |
| 第4代  | 平直行                    | 1        | 3        | 2000年6月18日  | TOKYO FM HALL                                |
| 第5代  | 臼田勝美                  | 2        | 5        | 2000年11月26日 | 駒沢オリンピック公園体育館 2001年12月4日返上 |
| 第6代  | 日高郁人                  | 1        | 1        | 2002年2月17日  | 横浜文化体育館 湯浅和也 2002年5月15日封印    |
| 第7代  | 飯伏幸太                  | 1        | 7        | 2007年8月26日  | ディファ有明 円華                            |
| 第8代  | 円華                      | 1        | 0        | 2008年8月9日   | 千葉ポートアリーナサブアリーナ               |
| 第9代  | 大石真翔                  | 1        | 7        | 2008年9月14日  | 後楽園ホール                                 |
| 第10代 | GENTARO                   | 1        | 6        | 2009年9月23日  | 千葉Blue Field                               |
| 第11代 | マリーンズマスク（2代目） | 1        | 2        | 2010年4月2日   | 後楽園ホール                                 |
| 第12代 | タイガースマスク          | 1        | 0        | 2010年9月9日   | 新木場1stRING                                |
| 第13代 | ヲロチ                    | 1        | 1        | 2010年9月26日  | 大阪ミナミ ムーヴ・オン アリーナ             |
| 第14代 | タイガースマスク          | 2        | 3        | 2010年11月13日 | 大阪ミナミ ムーヴ・オン アリーナ             |
| 第15代 | 柏大五郎                  | 1        | 4        | 2011年6月18日  | 後楽園ホール                                 |
| 第16代 | HIROKI                    | 1        | 15       | 2011年11月16日 | 後楽園ホール                                 |
| 第17代 | リッキー・フジ            | 1        | 1        | 2013年1月26日  | REINAアリーナ                                |
| 第18代 | 南条隼人                  | 1        | 0        | 2013年4月14日  | 後楽園ホール                                 |
| 第19代 | TAKAみちのく              | 1        | 16       | 2013年5月11日  | ナスキーホール梅田                           |
| 第20代 | 丸山敦                    | 3        | 2        | 2014年9月6日   | Blue Field                                   |
| 第21代 | Hi69                      | 2        | 0        | 2015年2月22日  | TKPガーデンシティ千葉                        |
| 第22代 | 木高イサミ                | 1        | 8        | 2015年4月12日  | 後楽園ホール                                 |
| 第23代 | 旭志織                    | 1        | 11       | 2015年11月1日  | 後楽園ホール                                 |
| 第24代 | 大家健                    | 1        | 3        | 2017年3月18日  | Blue Field                                   |
| 第25代 | 佐々木大輔                | 1        | 5        | 2017年9月24日  | 後楽園ホール                                 |
| 第26代 | 大家健                    | 2        | 0        | 2017年12月20日 | 新木場1stRING                                |
| 第27代 | 石井慧介                  | 1        | 6        | 2018年4月28日  | 板橋グリーンホール                           |
| 第28代 | 勝村周一朗                | 1        | 5        | 2019年1月6日   | 北沢タウンホール                             |
| 第29代 | 石井慧介                  | 2        | 7        | 2019年9月28日  | 板橋グリーンホール                           |
| 第30代 | 新納刃                    | 2        | 0        | 2020年7月26日  | 板橋グリーンホール                           |
| 第31代 | 朱崇花                    | 1        | 2        | 2020年8月22日  | 板橋グリーンホール                           |
| 第32代 | 翔太                      | 1        | 2        | 2020年12月26日 | 板橋グリーンホール                           |
| 第33代 | 新                        | 1        | 4        | 2021年1月15日  | 後楽園ホール                                 |
| 第34代 | 谷嵜なおき                | 1        | 7        | 2021年11月20日 | 176BOX                                       |
| 第35代 | 椎葉おうじ                | 1        | 4        | 2023年2月18日  | RING SOUL                                    |
| 第36代 | ヤス・ウラノ              | 1        | 0        | 2023年5月31日  | 新木場1stRING                                |
| 第37代 | 椎葉おうじ                | 2        | 0        | 2023年5月31日  | 新木場1stRING 2023年8月30日返上              |
| 第38代 | 佐藤光留                  | 1        | 9        | 2023年12月27日 | 新木場1stRING 関札皓太                       |